# Anomala limbaticollis
Anomala limbaticollis är en skalbaggsart som beskrevs av Blanchard 1851. Anomala limbaticollis ingår i släktet Anomala och familjen Rutelidae. Inga underarter finns listade i Catalogue of Life.